# Ofrenda de flores a la Virgen de los Llanos
La ofrenda de flores a la Virgen de los Llanos es una de las tradiciones más populares, arraigadas y multitudinarias de la ciudad española de Albacete. Se desarrolla con una periodicidad anual en el marco de la Feria de Albacete, declarada de Interés Turístico Internacional. En 2014 contó con la participación de más de 25 000 personas.

## Historia
La ofrenda de flores a la patrona de Albacete, la Virgen de los Llanos, tuvo su primera edición en 1989, cuya organización corrió a cargo de la peña Templete. Desde entonces se fue convirtiendo en una de las tradiciones más arraigadas, populares y multitudinarias de la capital manchega, símbolo de la veneración por la patrona que preside desde su monumental capilla del histórico Recinto Ferial de Albacete la Feria de Albacete.

## Características
La ofrenda se realiza en el marco de la Feria de Albacete, declarada de Interés Turístico Internacional, que se lleva a cabo del 7 al 17 de septiembre, siendo uno de sus eventos más característicos y multitudinarios. 
Tiene lugar el primer domingo de feria siempre que éste no caiga en día 7, cuando comienza la Feria de Albacete, o en día 8, en cuyos casos tiene lugar el segundo domingo de feria.
Comienza a partir de las 11:30 de la mañana, hora local, y termina alrededor de las 14 horas. Se inicia en la plaza de la Catedral de la capital albaceteña, donde miles de personas se concentran ataviadas con los trajes típicos de manchegos y serranos. Las personas recorren algunas de las calles más importantes de la ciudad con ramos de flores. El desfile culmina frente a la capilla de la Virgen de los Llanos del Recinto Ferial, en cuyo balcón se presenta la imagen de la Virgen.
Miles de personas depositan las flores en su honor, las cuales se van colocando a lo largo de la fachada exterior de la capilla, en unas estructuras situadas a tal efecto para sujetar las flores. Frente a la misma se bailan las clásicas manchegas en su honor.